# Leucanopsis turrialba
Leucanopsis turrialba là một loài bướm đêm thuộc phân họ Arctiinae, họ Erebidae.